# فلسطين الكبرى

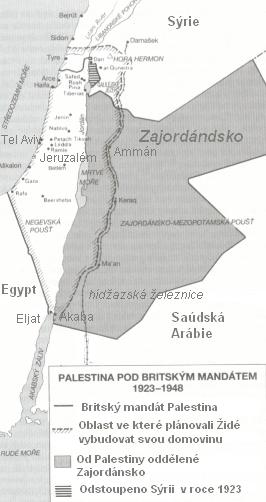
خريطة الانتداب البريطاني تقابل تقريبًا أراضي فلسطين الكبرى

إن فلسطين الكبرى هي مفهوم وحدوي يستخدمه الفلسطينيين الذين يسعون إلى إنشاء دولة قومية فلسطينية فوق كامل فلسطين الانتدابية السابقة التي تشمل اليوم دولة إسرائيل، والضفة الغربية، وقطاع غزة، والمملكة الأردنية الهاشمية، فضلا عن المناطق المتاخمة الأخرى مثل مرتفعات الجولان.[بحاجة لرقم الصفحة] وكثيرا ما أعلنت منظمة التحرير الفلسطينية أن الأردن جزء من فلسطين، وتطالب بها رسميا من حين لآخر.

## التاريخ
في عام 1920، أنشأت المملكة المتحدة فلسطين الانتدابية في جنوب بلاد الشام بين سيناء والعراق الانتدابي.

### الأردن
أُخضع شرق الأردن إلى الانتداب البريطاني على فلسطين لمدة سنتين، ولكن خارج أحكام إعلان بلفور. قبل أن تستقل الإدارة في شرق الأردن عن الانتداب على فلسطين وقد قرر المؤتمر الثامن للمجلس الوطني الفلسطيني، الذي انعقد في فبراير – مارس 1971، أن «ما يربط الأردن بفلسطين هو رابط وطني ووحدة وطنية تشكلت منذ زمن سحيق من التاريخ والثقافة. إن إنشاء كيان سياسي في شرق الأردن وآخر في فلسطين أمر غير قانوني».
في أحد المؤتمرات الصحفية، أعلن أحمد الشقيري أن الأردن هو «وطن منظمة التحرير الفلسطينية وشعب الأردن شعبها». وذكر أيضا بأن «عودة الضفة الشرقية إلى الوطن الأم، في عقولها وضميرها، وبالروح والجسد، هي خطوة أساسية على طريق عودة الوطن المسروق».[بحاجة لرقم الصفحة]
بحلول سبتمبر من عام 1970، بدأ الجيش الأردني في التحرك بعد أن رأى منظمة التحرير الفلسطينية تهديدا متزايدا. وكان المقر الرئيسي لمنظمة التحرير في مخيم الوحدات على مشارف عمان قد تعرض لأشد الضربات حيث سحقت حركة المقاومة الفلسطينية في الأردن، ثم نفيت في النهاية إلى لبنان. كانت مخيمات اللاجئين الفلسطينيين وفي مقدمها مخيم الوحدات خرابا. وقد تمكنت منظمة التحرير الفلسطينية من السيطرة على بعض المدن الهامة مثل الرمثا، وإربد، وجرش. واعتبر ذلك محاولة للاستيلاء على كامل الأردن كخطوة أولى لتحرير بقية «فلسطين التاريخية» كما تراها منظمة التحرير الفلسطينية. وواصلت منظمة التحرير الفلسطينية حتى أواخر الثمانينيات من القرن العشرين تقديم مطالبات وحدوية بإعرابها عن رغبتها في أن يكون الأردن جزءاً من الدولة الفلسطينية القادمة. اعتبارا من أوائل السبعينيات، بدأ تصوير الفلسطينيين في قوالب نمطية [في الأردن]. وبدأ الشرق أردنيون بالإشارة إلى الأردنيين الفلسطينيين بوصفهم بالبلجيكية أو البلاجكة (بلجيكيون). لا يزال هذا اللقب يستخدم اليوم كإهانة وطنية للفلسطينيين الأردنيين.
فالحكم في الأردن يدرك أن قيام دولة فلسطينية مستقلة حقا في الضفة الغربية وغزة، بقيادة منظمة التحرير الفلسطينية، يمكن أن يشكل تهديدا. لأن من المرجح جدا أن يكون لها تطلعات وحدوية للأرض الأردنية، التي لطالما اعتبرتها منظمة التحرير الفلسطينية «شرق فلسطين».
في تصريح لصلاح خلف الرجل الثاني في منظمة التحرير وقتها عن وحدة ضفتي النهر قال:
أقول إنه في اليوم التالي مباشرة لإقامة الدولة الفلسطينية سنبدأ الوحدة مع الأردن. لا يهمني أي نوع من الوحدة قد يكون هذا، لأننا شعب واحد ولدينا نفس التاريخ.
في عام 1989، كشف خلف، أن التطلعات الإقليمية الفلسطينية تمتد إلى جانبي نهر الأردن.
كان هناك احتمال بأن الفلسطينيين قد يتولون السلطة في الأردن من خلال صناديق الاقتراع بعد إلغاء الأحكام العرفية في عام 1991.

## المواقف المحلية
في وقت مبكر يرجع إلى 1926، أكد عبد الله الأول أن «فلسطين وحدة واحدة. إن الانقسام بين فلسطين وشرق الأردن مصطنع ومبدد للموارد»، وهو رأي كرره في وقت لاحق عدة مرات.
قال أحمد الشقيري، أول رئيس لمنظمة التحرير الفلسطينية، إن ضم الأردن للضفة الغربية في عام 1950 كان في الواقع ضم الضفة الشرقية إلى فلسطين.
مقالة منظمة التحرير الفلسطينية عام 1975:
المادة 2 من ميثاق منظمة التحرير الفلسطينية:
في مقابلة مع أوريانا فالاتشي من ذا نيو ريببلك في ربيع عام 1970، قال عرفات، عندما كان لا يزال في الأردن، إن منظمة التحرير الفلسطينية تصرفت باسم العروبة ضد إسرائيل، وأضاف: «ما تسمونه شرق الأردن هو في الواقع فلسطين».
ياسر عرفات في خطاب إلى مؤتمر الطلاب الأردنيين في بغداد في 12 نوفمبر 1974:

## المواقف الدولية
في صيف 1973، اقترح الرئيس التونسي الحبيب بورقيبة، أن تتحد الأراضي الفلسطينية بموجب قرار التقسيم مع الأردن. وقد عبر بورقيبة عن رأيه في حل المشكلة الفلسطينية، وقال: "مع كل الاحترام للملك حسين، أقترح أن تكون إمارة شرق الأردن قد أنشئت من الصفر من قبل بريطانيا العظمى التي قطعت فلسطين القديمة لهذا الغرض. إلى هذه المنطقة الصحراوية، إلى الشرق من الأردن (النهر)، أعطي اسم شرق الأردن، ولكن لا يوجد شيء في التاريخ يحمل هذا الاسم، في حين أنه منذ العصر الفرعوني فلسطين والفلسطينيون موجودون. وأتمسك بأن مسألة شرق الأردن مسألة مصطنعة وأن فلسطين هي المشكلة الأساسية. . . على الملك الحسين أن يخضع لقرار الشعب، وفقا لمبادئ الديمقراطية وتقرير المصير.